# 小行星7684
小行星7684（英語：7684 Marioferrero）是一颗围绕太阳公转的小行星。1997年3月3日，保罗·G·康宝在普雷斯科特发现了此天体。
这颗小行星的绝对星等为283.02152等。